# Igreja Presbiteriana Unida (Escócia)
A Igreja Presbiteriana Unida (IPU) - em inglês: United Presbyterian Church - foi uma denominação reformada presbiteriana, formada na Escócia  em 1843, pela fusão da Igreja de Socorro e a Igreja da Secessão Unida, ambas dissidentes da Igreja da Escócia.
Em 1900, a IPU se uniu à maior parte da Igreja Livre da Escócia para formar a Igreja Livre Unida da Escócia.